# Motzenhofen
Motzenhofen ist ein Gemeindeteil von Hollenbach im Landkreis Aichach-Friedberg, der zum Regierungsbezirk Schwaben in Bayern gehört.

## Geographie
Das Dorf Motzenhofen liegt im Donau-Isar-Hügelland und damit im Unterbayerischen Hügelland, das zum Alpenvorland, einer der Naturräumlichen Haupteinheiten Deutschlands, gehört.
Motzenhofen liegt direkt östlich angrenzend an den Hauptort Hollenbach und ist mit diesem nahezu verwachsen.
Durch Motzenhofen fließt der von Westen kommende Krebsbach, der bei Walchshofen in die Paar mündet. Östlich von Motzenhofen mündet das im südlich von Motzenhofen gelegenen Bernbacherwald entsprungene Silberbrünchen von rechts in den Krebsbach.
Durch Motzenhofen verläuft die von Nordwest nach Südost verlaufende Staatsstraße 2047 von Rain am Lech nach Aichach. Diese kreuzt in Motzenhofen die Südwest–Nordost entlang des Krebsbachtals verlaufende Kreisstraße AIC 4 von Haunswies her, die nach Motzenhofen in die Kreisstraße AIC 1 mündet.

## Geschichte
Kirchlich gehört Motzenhofen zur katholischen Pfarrei Sankt Peter und Paul in Hollenbach.
Bis zum 1. Januar 1971 gehörte Motzenhofen als selbstständige Gemeinde zum Landkreis Aichach und wurde dann im Zuge der Gebietsreform in Bayern in die Gemeinde Hollenbach eingemeindet.

## Baudenkmäler
- Katholische Filialkirche Mariä Heimsuchung